# Аленький цветочек
«А́ленький цвето́чек» — сказка русского писателя Сергея Тимофеевича Аксакова, записанная им «со слов ключницы Пелагеи». Одна из многочисленных вариаций сюжета «Красавица и чудовище».
Сказка была впервые напечатана Аксаковым в 1858 году как приложение к автобиографии «Детские годы Багрова-внука», чтобы, по замечанию самого автора, не прерывать рассказа о детстве.

## Сюжет
Богатый купец едет торговать в заморские страны. Перед отъездом он спрашивает у дочерей, какие подарки им привезти. Старшая просит золотой венец с самоцветами, от которого ночью будет светло, как днём. Средняя дочь просит зеркало, глядя в которое, девушка не стареет, а становится всё краше. Младшая дочь просит аленький цветочек, краше которого нет на белом свете. Двум старшим дочерям купец обещает достать их подарки, а младшей дочери — всего лишь постараться найти такой цветок: «Аленький цветочек не хитро найти, да как же узнать мне, что краше его нет на белом свете?»
Получив большую прибыль, но не найдя цветочка, которого просила его дочь, купец со своими слугами и с подарками для старших дочерей возвращается домой. По дороге на купца и его слуг нападают разбойники. Бросив караваны и слуг, купец убегает от разбойников в дремучий лес.
В лесу он выходит к роскошному дворцу. Зайдя во дворец, он садится за стол, на котором сами собой появляются прекрасные яства и вина. Отужинав, переночевав и позавтракав, он решает погулять по саду вокруг дворца и видит алый цветок невиданной красоты. Поняв, что перед ним тот самый цветочек, о котором просила дочь, купец срывает его. Тут появляется разгневанное чудище — хозяин дворца. За то, что купец, которого приняли как дорогого гостя, сорвал его любимый цветок, утеху всей его жизни, чудище приговаривает купца к смерти. Купец рассказывает о просьбе дочери, и тогда чудище соглашается отпустить купца с цветком, богато одарив, с условием, что одна из его дочерей должна добровольно прибыть к нему во дворец, где будет жить в чести и приволье. Если в течение трёх дней ни одна из дочерей не захочет отправляться во дворец, то купец должен сам вернуться, и тогда его казнят смертью лютою. Согласившись и дав честное слово, купец получает золотой перстень: кто наденет его на правый мизинец, мгновенно перенесётся куда пожелает.
Купец надевает перстень и оказывается дома. В ворота въезжают его караваны со слугами, и везут они товаров и казны втрое против прежнего. Купец отдаёт дочерям обещанные подарки. Старшие дочери радуются, а младшая плачет. Вечером приезжают гости, и начинается пир. Во время пира сама собой появляется серебряная и золотая посуда с такими яствами, которых в доме и не видывал. Назавтра купец рассказывает дочерям о случившемся и каждой предлагает ехать к чудищу. Старшие дочери наотрез отказываются ехать, говоря «пусть та дочь и выручает отца, для кого он доставал аленький цветочек». Младшая дочь соглашается, прощается с отцом, надевает перстень и оказывается во дворце у чудища.
Во дворце купеческая дочь живёт в роскоши, и все её желания сразу исполняются. Невидимый хозяин дворца заверяет, что считает её своей госпожой, а девушка в ответ говорит ему ласковые слова. Сперва он общается с ней огненными буквами, появляющимися на стене, потом голосом, раздающимся в беседке. Постепенно девушка привыкает к его страшному, дикому голосу. Уступив настойчивым просьбам девушки, чудище показывается ей (отдав перстень и разрешив вернуться, если та пожелает), и вскоре девушка привыкает и к его безобразному виду. Купеческая дочь и чудище гуляют, ведя ласковые разговоры. Как-то раз девушка видит сон, что её отец болен. Хозяин дворца предлагает своей возлюбленной вернуться домой, но предупреждает, что жить без неё не может, поэтому, если она не вернётся через трое суток, он умрёт.
Вернувшись домой, девушка рассказывает отцу и сёстрам о своей прекрасной жизни во дворце. Отец рад за дочь, а сёстры завидуют и уговаривают её не возвращаться, но та не поддаётся на уговоры. Тогда сёстры переводят часы, в результате их младшая сестра опаздывает во дворец и находит чудище мёртвым. Девушка обнимает голову чудища и кричит, что любит его как жениха желанного. Как только она произносит эти слова, начинают бить молнии, греметь гром и трястись земля. Купеческая дочь падает в обморок, а очнувшись, оказывается на троне с принцем, писаным красавцем. Принц рассказывает, что его превратила в безобразное чудище злая волшебница. Он должен был быть чудищем до тех пор, пока не найдётся красная девица, какого бы роду и звания она ни была, которая полюбит его в образе страшилища и пожелает быть его законной женой. Он жил в виде чудовища тридцать лет, залучил в свой дворец одиннадцать красных девиц, но ни одна из них не полюбила его за его ласки, угождения и добрую душу. Лишь она, двенадцатая, полюбила принца, и в награду за это будет королевой. Купец даёт благословение, и его дочь с принцем играют свадьбу.

## Анализ
История пересказана автором народным языком в стилистике лиричного, напевного сказа. Например, когда младшая дочь купца находит «зверя лесного, чудо морское», по своём возвращении от родных, мёртвым, это описывается следующим образом:

Помутилися её очи ясные, подкосилися ноги резвые, пала она на колени, обняла руками белыми голову своего господина доброго, голову безобразную и противную, и завопила истошным голосом: «Ты встань, пробудись, мой сердечный друг, я люблю тебя как жениха желанного!..»

Юрий Поринец, доцент РГПУ имени Герцена, пишет, что «уникальный и не имеющий собственного имени в мире цветов, аленький цветочек, в сказке, вероятно, является символом чуда единственной любви, входящей в жизнь человека, встречи двух людей, предназначенных друг для друга».

## Источники сюжета

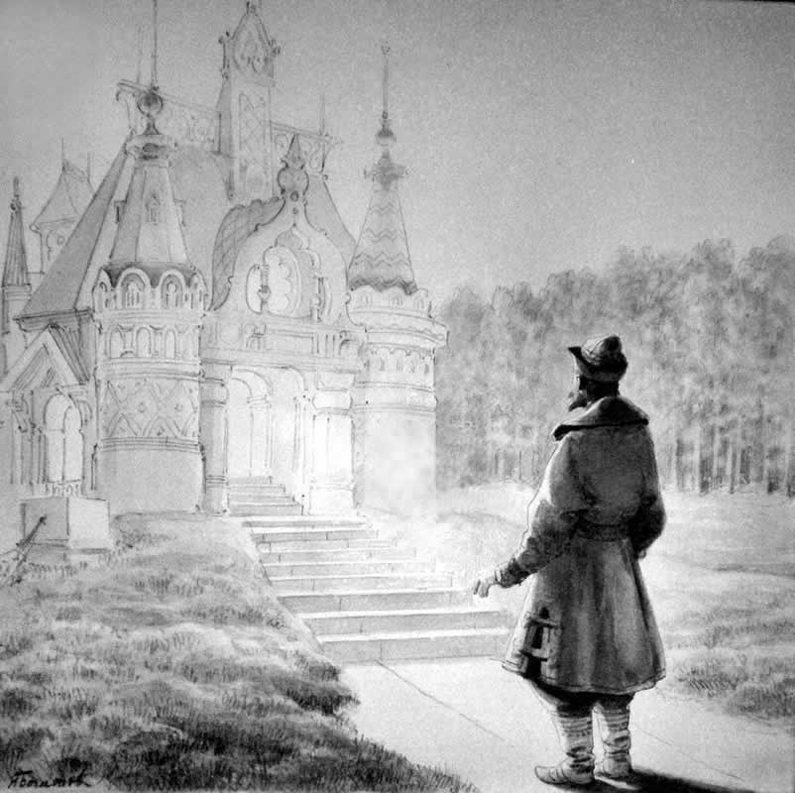
Иллюстрация Н. А. Богатова

## Издания и адаптации

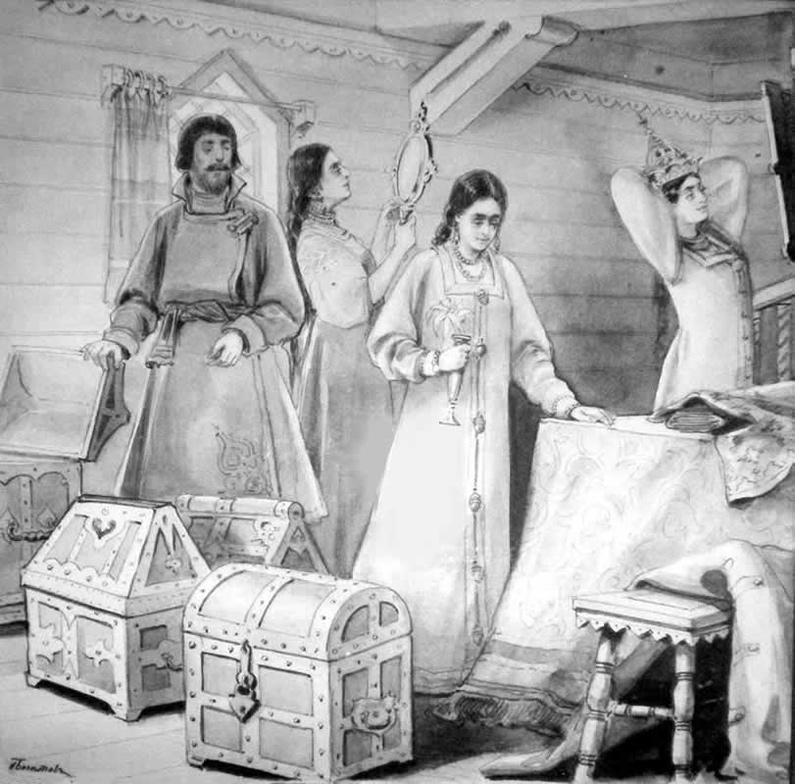
Подарки дочерям
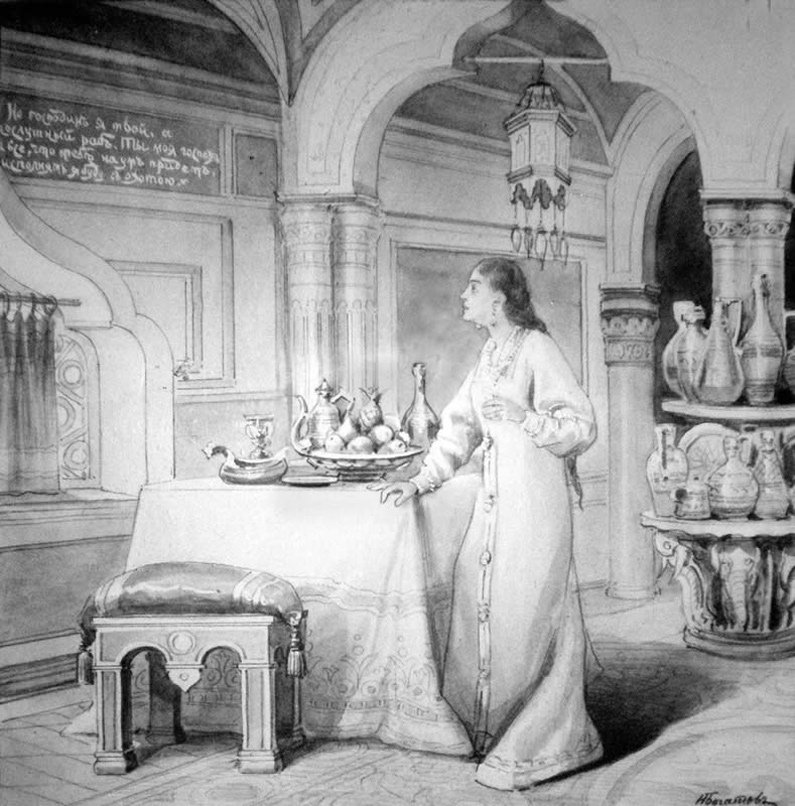
Младшая дочь в заколдованном дворце
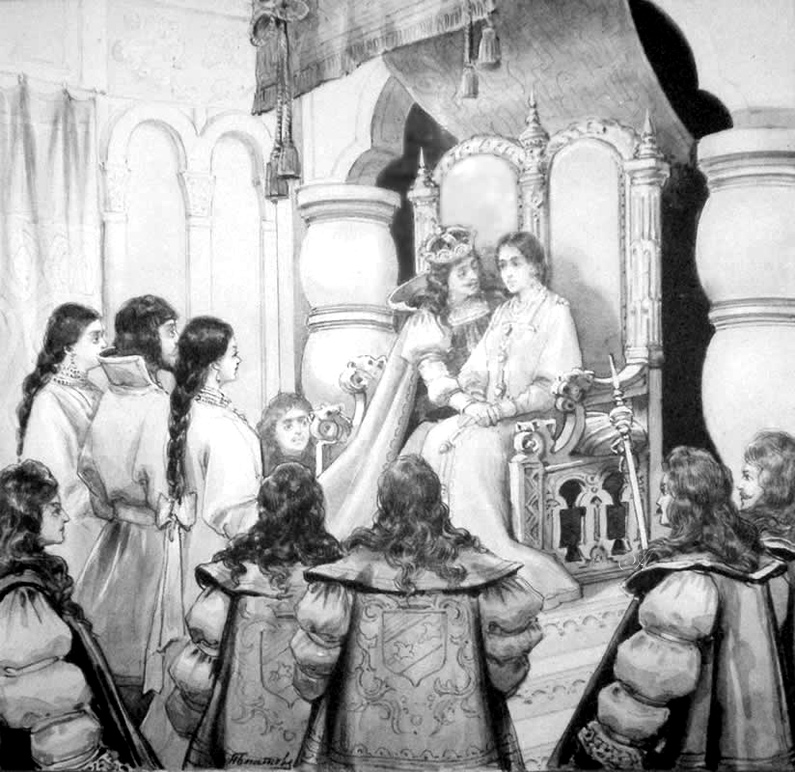
Свадьба принца-королевича и младшей дочери купеческой